# 歷代兵制
《历代兵制》，南宋陈傅良著，记述中國自西周至北宋的兵制。共八卷。
《历代兵制》原名《周汉以来兵制》，记述中國自西周、秦汉，乃至北宋初期的兵制得失，尤詳於宋朝，全書約三萬餘言。

## 目錄
- 卷一·西周、秦
- 卷二·漢朝
- 卷三·三國、晉
- 卷四·南朝
- 卷五·北朝、隋朝
- 卷六·唐朝
- 卷七·五代
- 卷八·宋朝